# Cellularia
Cellularia är ett släkte av mossdjur som först beskrevs av Carl von Linné den yngre 1758. Cellularia ingår i familjen Cellariidae.
Släktet innehåller bara arten Cellularia fistulosa.